# Nyáry Éva
Bedeghi és berencsi gróf Nyáry Éva (Debrecen, 1946. december 11. –) festőművész, a Jeruzsálemi Szent Lázár Lovagrend Nagyperjel Asszonya, A Magyar Köztársasági Érdemrend kiskeresztje tulajdonosa, a Magyar Történelmi Családok Egyesülete (MTCSE) tagja.

A bedegi Nyáry család grófi címere

## Élete
A gróf bedeghi és berencsi Nyáry család sarja. Apja dr. gróf Nyáry József (1913-1973), ideg- és elmegyógyász, igazgató-főorvos, édesanyja Szoboszlai Margit (1910-1990) volt. Apai nagyszülei gróf Nyáry Károly (1880-1935) és galánthai báró Fekete Magdolna (1885-1961) voltak. A grófnő nagybátyja, gróf Nyáry Ernő (1906-1987) Bagdad érseke volt.
1994.-től Magyar Történelmi Családok Egyesületének a tagja. 2010 óta a Jeruzsálemi Szent Lázár Katonai és Kórházi Lovagrend Nagyperjele, és e minőségében magyarországi képviseletének vezetője.
1994-ben elnyerte a Magyar Köztársasági Érdemrend kiskeresztje kitüntetést.

## Festői munkássága
Damaszkuszban végezte el az Adham Ismail Képzőművészeti Főiskolát. Olajfestményei leggyakrabban történelmi illetve vallásos tematikát dolgoznak fel. 1993-ban megfestette Szokolay Sándor egyes zeneműveinek festői adaptációját Megfestett zenék címmel. Művei Szokolay Sándort a művésznőhöz írt Kantáta megalkotására ihlették. 2018-ban tizenkét képből álló sorozatot készített az opera témakörében. A zenei témában készült festményeinek egy része a bécsi Collegium Hungaricum tulajdonában van.
1993-ban a párizsi Grand Palais-ban két művét állították ki, ezekkel elnyerte a Salon des indépendants örökös tagságát.
Festőművészként, nagy érdeklődést tanúsít az ősi egyiptomi kultura iránt; Két ízben járt Egyiptomban. 2004 és 2006 között készítette el az Egyiptomi sorozatát.
Képeit több mint nyolcvan önálló kiállításon mutatták be, többek között Bécsben, Stockholmban, Szófiában, Damaszkuszban, Rómában, Párizsban, Münchenben és Budapesten. 2019-ben a Párkányi Városi Múzeumban tekinthető meg egy kamarakiállítása.

## Házasságai
Első férjével, Balogh Istvánnal Budapest 1969. május 3-án házasodott meg; elválásuk után, Budapesten 1994. december 11-én Juhász Imre László (1923) neje lett. 2015. november 7-én a kasztíliai Señorío de Arínzano ősi kápolnájában házasságot kötött a köznemesi kisenyedi és alsószentmihályfalvi ’Sigmond családból származó kisenyedi és alsószentmihályfalvi Sigmond Albert Olivér úrral.